# Uta stansburiana
Uta stansburiana är en ödla i familjen Phrynosomatidae som förekommer i USA och Mexiko.
Denna ödla kännetecknas av ett påfallande veck på strupen. Den har allmänt en gråbrun färg, ibland med punkter, strimmor eller andra ljusa mönster. Typiskt är dessutom en mörkblå fläck bakom axlarna. Hos hannar förekommer gråa och orange strimmor på strupen samt flera blåaktiga punkter på bakkroppen och svansen.
Utbredningsområdet sträcker sig från delstaten Washington i nordvästra USA över Colorado och Texas till centrala Mexiko. I väst når Uta stansburiana Kalifornien och den mexikanska halvön Baja California. Arten vistas i låglandet och i bergstrakter upp till 2750 meter över havet. Den lever i torra och halvtorra områden med glest fördelad växtlighet som buskar och träd.
Individerna syns ofta när de solbadar på klippor eller på träbitar. Födan utgörs av ryggradslösa djur som insekter och skorpioner. Äggen läggs i en grop i sanden mellan stenar eller klippor.
Denna ödla listas av IUCN som livskraftig (LC).